# Musée universitaire

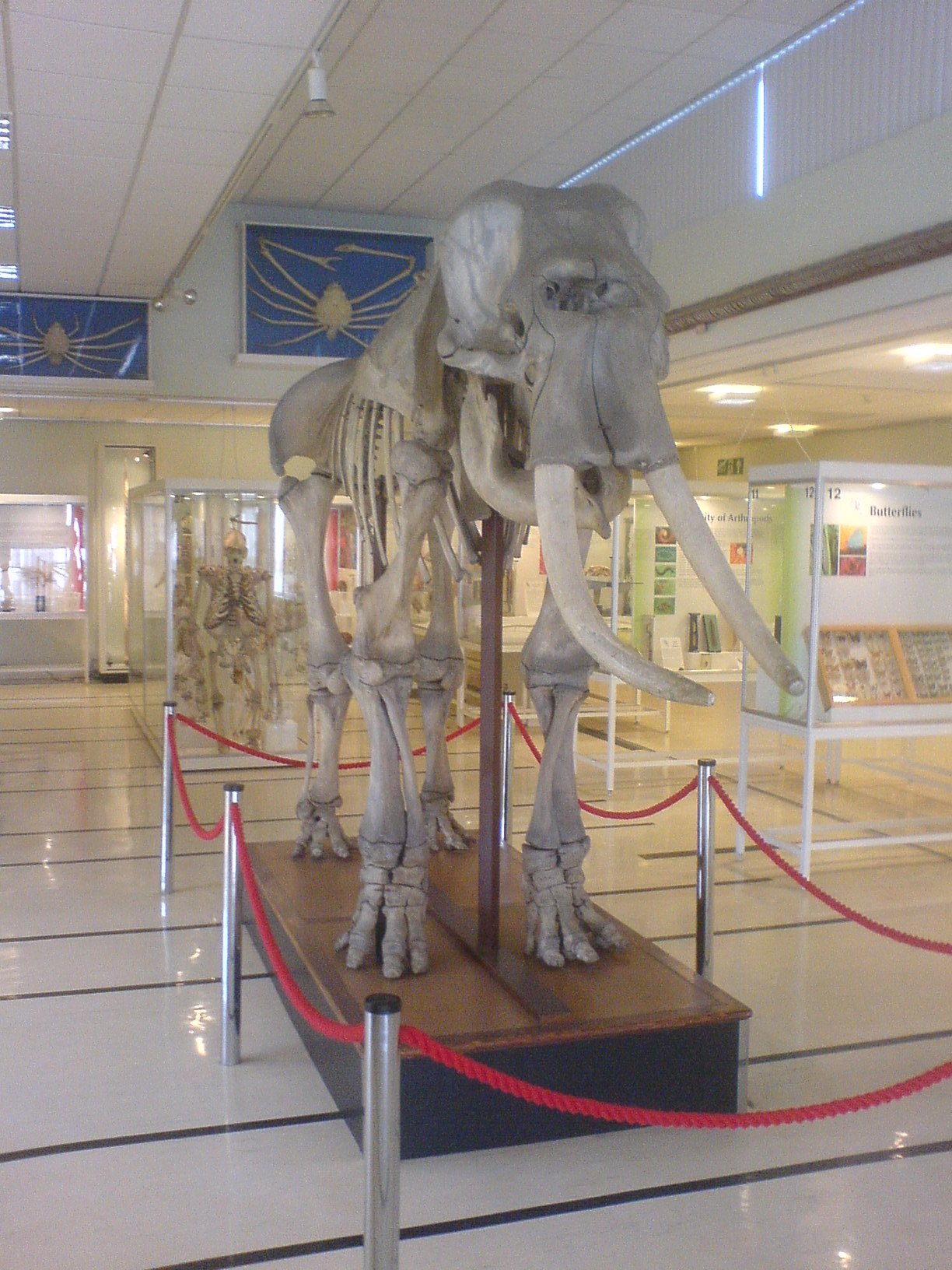
Squelette d'éléphant à cheval

Un musée universitaire est un dépôt de collections géré par une université, généralement fondée pour faciliter l’enseignement et la recherche au sein de l’établissement d’enseignement supérieur. L’Ashmolean Museum de l’Université d’Oxford, en Angleterre, en est un exemple récent. Il se trouvait à l’origine dans le bâtiment qui abrite à présent le Musée de l’Histoire de la Science. 
Le Royaume-Uni comptait environ 400 musées et collections scientifiques dans les années 1990, tandis qu'il y aurait une soixantaine de musées et collections scientifiques dans l'enseignement supérieur et la recherche en France. 

## Histoire
Les premiers musées universitaires se rattachent aux universités médiévales et à leurs collections d’enseignement pour soutenir l’enseignement médical - le jardin physique (ou botanique) (hortus medicus) et le théâtre anatomique (theatrum anatomicum). Le premier hortus medicus a été créé en Italie à Padoue ou à Pise dans les années 1540 et le premier theatrum anatomicum à Padoue en 1594 dans le but de former à la fois les apothicaires et les médecins.  Au début du XVIIe siècle, des théâtres anatomiques ont été installés dans les universités de Bologne, Ferrare, Leyde et Montpellier. Il existe des documents qui documentent l’utilisation de l’Hortus medicus de Pise, ouvert dans les années 1590, en tant que musée de l’enseignement. Bientôt, le modèle de musée d'enseignement a été adopté par des peintres, des sculpteurs et des architectes. Les cabinets de physique et de chimie ont emboîté le pas. À l’Université d’Oxford, la galerie de peintures du Christ Church (Oxford) a été fondée en 1546. En 1671, l’Université de Bâle a autorisé le public à accéder au cabinet du Basilius Amerbatch, offert par la ville de Bâle. Cependant, le musée d'art et d'archéologie Ashmolean, inauguré en 1683, est généralement perçu comme le premier musée universitaire jamais enregistré. Au cours des siècles suivants, la diversité et la complexité des musées et des collections universitaires se sont considérablement accrues. 

## Mission
Historiquement, les musées et les galeries universitaires avaient pour objectif principal la recherche par la conservation des collections commémoratives, cérémonielles, décoratives et didactiques, ainsi que leur présentation. Pour les universitaires, ces collections ont constitué une ressource de recherche précieuse. Pour les étudiants, les musées ont à la fois une fonction de loisir et d’apprentissage, développant leur culture visuelle, leur esprit critique et leurs compétences créatives. Outre le campus, les musées ont servi leurs communautés respectives, en diffusant des connaissances en muséologie parmi les différents publics cibles.
Après des décennies, le rôle des musées universitaires a changé à mesure qu'ils commençaient à devenir plus ouverts et plus réceptifs aux besoins culturels du public. Les changements et la décentralisation des valeurs institutionnelles coïncidant avec des déficits budgétaires dans certains cas "ont provoqué des tensions et un manque d'identité cohérente parmi un personnel démoralisé". De nombreux musées de campus "ont des besoins critiques en matière d'installations, de personnel et de soutien". Au XXIe siècle, malgré les défis posés par la transition, les musées universitaires continuent non seulement à jouer un rôle important dans l’apprentissage par objets (une tradition qui dépasse le cadre de la fondation de l’Université de Bologne) mais remplissent également des fonctions civiques et culturelles importantes pour la société dans son ensemble.